# 池田長裕
池田 長裕（いけだ ながひろ）は、江戸時代後期の旗本、彰義隊頭。通称は元之助。官位は従五位下・大隅守。

## 経歴
天保11年（1840年）、旗本池田長顕の嫡男として誕生。
万延元年（1860年）、14代将軍・徳川家茂の小姓となる。翌2年（1861年）、父長顕が急死し家督相続する。慶応元年（1865年）、長州征討に出陣する家茂の供をする。慶応2年（1866年）、寄合となる。慶応4年（1868年）、彰義隊に参加する。同年4月に路線対立から頭取の渋沢成一郎が脱退すると、彰義隊頭となる。同年5月15日上野戦争に敗れると、船で磐城平、さらに北海道の五稜郭に逃れ、新政府軍に抗戦した。
1898年3月12日没。戒名は彰源院殿忠誉義道髙顕大居士。また1896年3月に累代の墓として合葬している。